# Koichi Yokozeki
Koichi Yokozeki (横関 浩一 Yokozeki Kōichi?, nacido el 11 de septiembre de 1979 en Osaka) es un exfutbolista japonés. Jugaba de defensa y su único club fue el Ventforet Kofu de Japón.

## Trayectoria

### Clubes
| Club           | País  | Año  |
| -------------- | ----- | ---- |
| Ventforet Kofu | Japón | 2002 |